# Лінєйна
Лінєйна — станиця в Апшеронському районі Краснодарського краю. Входить до складу Тверського сільського поселення.
Населення становило 288 осіб (2010).
Станиця розташована в долині річки Цеце (притока річки Пшиш), у гірсько-лісовій зоні, за 22 км на північний захід від міста Апшеронськ (40 км дорогою). За 9 км на схід розташована станиця Тверська.

## Історія
Станиця заснована у 1864 році. Входила в Майкопський відділ Кубанської області.